# 矢橋慎哉
矢橋 慎哉（やはし しんや、1946年 - ）は、日本の実業家。矢橋工業会長を歴任。「先祖は嵯峨天皇の第12皇子で光源氏の実在モデルの有力候補とされる源融（みなもとのとおる）にまで遡る（アーカイブ）」矢橋家・本家の出身。大垣市功労章受章者。

## 略歴
1946年、矢橋次郎・絹の長男で矢橋工業社長の矢橋宗一・常子の長男として生まれる。1969年、日本長期信用銀行入行。1977年、矢橋工業入社。1979年、矢橋工業取締役。1982年、矢橋工業副社長。1988年、矢橋工業社長。2004年、多年、大垣市教育委員会委員長などとして、安全で快適な教育環境づくりに取り組み、大垣市の教育の振興に貢献し、また、矢橋工業株式会社取締役社長として、地域産業の発展に尽力したとして、大垣市功労章受章。2014年、矢橋工業会長。同年、安全功労者内閣総理大臣表彰受賞者。
大垣北高等学校創立120周年記念事業で、実行委員会委員長を務め、地域産業支援ネットワーク(NPO)の顧問も務める。また、岐阜協立大学経済学部で教鞭を執り、2017年に誕生した学校法人大垣総合学園の設立当初の監事を務めた。

## 人物
2014年、中部経済新聞社主催の「第４８回西濃経済人ゴルフ大会」で、大垣市上石津町牧田の関ケ原カントリークラブで開かれ、矢橋工業会長・矢橋慎哉が優勝、中経杯を手にした。

## 家系図
「矢橋家家系図」によれば、矢橋家（惣本家・本家・南矢橋・北矢橋）は、嵯峨天皇・源融（紫式部『源氏物語』の主人公光源氏の実在モデルの有力候補）まで遡る。
- 《惣本家》矢橋藤十郎・幾世
  - 矢橋徳次郎（大地主、岐阜縣多額納税者、株式會社赤坂銀行、株式會社大垣銀行各取締役等）[18]
    - 矢橋敏郎
    - 矢橋郁二
    - 矢橋省三
    - 矢橋和夫
    - 矢橋豊二

  - 矢橋為吉
  - 矢橋賢吉（大蔵官僚、国会議事堂設計の中心人物、叙正三位、勲二等旭日重光章受章）
    - 矢橋きみ
- 《本家》矢橋宗太郎（廃藩置県の際、徳川家康が織田信長の岐阜城千畳敷御殿を移築し造営させたお茶屋屋敷の払下げを受く）
  - 矢橋敬吉
    - 矢橋龍吉
      - 矢橋龍太郎・茅子（ミツカン酢創業家・中埜家の出身〈第6代の二女〉）[19]
        - 矢橋龍宜（矢橋工業社長）

      - 矢橋品子

    - 矢橋次郎・絹
      - 矢橋宗一（矢橋工業社長）・常子
        - 矢橋慎哉・ひろみ
          - 矢橋秀哉
          - 矢橋博行

        - 矢橋哲郎

      - 矢橋恒男・保子
        - 矢橋和廣

      - 原乙彦（旧姓・矢橋）・由比子
        - 原秀六（滋賀大学名誉教授）
        - 原吉弘

  - 矢橋幾世・藤十郎
    - 矢橋徳次郎
    - 矢橋賢吉

  - 矢橋友吉
    - 矢橋厚一郎
      - 矢橋徳太郎（世界最高の精度を誇る日時計の考案者、CBCクラブ文化賞受賞、鯱光会顕彰者）

  - 矢橋亮吉（1946年に昭和天皇のご訪問〈行幸〉、1965年に皇太子〈のちに天皇・上皇〉のご訪問〈行啓〉があった矢橋大理石の創業者）
    - 矢橋太郎
      - 矢橋篤子（矢橋太郎長女）・矢橋浩吉（旧姓・亀山、揖斐川電気工業〈現・イビデン〉社長、勲三等瑞宝章受章）
        - 矢橋修太郎・千枝子（北村酒造社長・北村精一郎〈宗四郎〉長女）[1]
          - 矢橋晋太郎[1]
          - 矢橋正二郎[1]
          - 矢橋庸子[1]

    - 矢橋次雄［矢橋亮吉］（矢橋大理石社長）
      - 矢橋修太郎（養子）[1]

    - 矢橋五郎（関ヶ原石材社長）[1]
      - 矢橋謙一郎（関ヶ原石材社長）[1]
      - 矢橋昭三郎（関ヶ原製作所社長）[3]

    - 矢橋六郎（JR名古屋駅新幹線口にあった壁画「日月と東海の四季」を描いた洋画家、中日文化賞受賞）
    - 桑原孝子・善吉(真一)[20]（十六銀行会長）

遠縁：所郁太郎（実父・矢橋亦一、養父・所伊織）（大垣藩の生まれ、適塾塾頭、暗殺者に襲われた元勲・井上馨を治療した医師、幕末の志士、高杉晋作の参謀、長州藩遊撃隊軍監、従四位追叙）
【祖母方（抄）】
- 安居喜造（先代、彦根町長・彦根高商設立委員長）
  - 矢橋絹(旧姓・安居)・次郎
    - 矢橋宗一・常子(旧姓・遠山)
      - 矢橋慎哉
      - 矢橋哲郎

    - 矢橋恒男・保子
      - 矢橋和廣

    - 原乙彦(旧姓・矢橋)・由比子
      - 原秀六
      - 原吉弘

  - 安居喜造（三井銀行副頭取・三井石油化学工業社長・東レ会長・経団連副会長、勲一等瑞宝章受章）
    - 安居伸浩・渚（旧姓・川喜田、百五銀行頭取・川喜田壮太郎の長女、豊富な財力で石水博物館の礎を築いた百五銀行頭取で陶芸家の川喜田半泥子の孫）